# Герб Яранского района
Герб муниципального образования «Яранский район» — опознавательно-правовой знак, составленный и употребляемый в соответствии с правилами геральдики, служащий символом муниципального района «Яранский район» Кировской области Российской Федерации.

## Описание герба
Описание герба:
В лазоревом поле серебряный пояс, сопровождаемый вверху и внизу золотыми утками с червлёными глазами, клювами и лапами.

## Обоснование символики
Обоснование символики:
Жёлтый цвет (золото) олицетворяет солнце — источник жизни и богатства, как материального, так и духовного, и символизирует верность, милосердие, справедливость, человеколюбие, умеренность, славу, счастье, великодушие, щедрость и мудрость.
 
Белый цвет (серебро) означает правдивость, надежду, благородство, искренность, победоносность, единодушие и согласие.
Красный цвет олицетворяет силу, мужество и доблесть.

Синий цвет (лазурь) — символ мира и мирного неба, любви к родине, упорства и стремления к победе.

## История создания
- 10 сентября 2010 — герб района утверждён решением Яранской районной Думы[2].

- Герб Яранского района включён в Государственный геральдический регистр Российской Федерации под № 6381[1].